# Минский государственный архитектурно-строительный колледж
Минский государственный архитектурно-строительный колледж (МГАСК) (бел. Мінскі дзяржа́ўны архітэктурна-будаўнічы каледж) — учреждение среднего специального образования Республики Беларусь. Основан в 1921 году.
Значительный период времени своего существования назывался Минский архитектурно-строительный техникум (МАСТ).

## История
В октябре 1921 года решением Главпрофобра республики в Минске был открыт строительный техникум с двумя отделениями: архитектурным и дорожным. Для размещения техникума было отведено здание бывшей Мариинской гимназии, которая располагалась на улице Подгорной, дом 37 (современный адрес улица Карла Маркса, 29). Торжественное открытие нового учебного заведения состоялось 13 ноября 1921 года, хотя занятия в техникуме начались уже 1 ноября 1921 года.
В январе 1922 года в деятельности техникума произошел вынужденный перерыв: был закрыт из-за отсутствия средств. Большинство учащихся учёбу не забросили и продолжали осваивать программу самостоятельно, встречаясь с преподавателями для консультаций. В 1926 году техникум вновь начал работу, но был переименован в Минский архитектурно-дорожно-строительный техникум.
В апреле 1928 года Минский архитектурно-дорожно-строительный техникум был объединён с Минским государственным гидротехническим техникумом и преобразован в Минский государственный политехникум.
В сентябре 1930 года Минский государственный политехникум был реорганизован в архитектурно-строительный техникум, подчинённый ВСНХ БССР. В 1934 году техникум получил новое здание по улице Карла Маркса, 3, где находился до начала Великой Отечественной войны. В период оккупации Минска немецко-фашистскими захватчиками техникум был разрушен.
Приказом Всесоюзного комитета по делам высшей школы при СНК СССР при Министерстве жилищно-гражданского строительства БССР № 594 от 26 июля 1945 года был образован Минский строительный техникум. В первые послевоенные годы из-за отсутствия своего учебного помещения, занятия проводились в здании СШ № 35 по Осоавиахимовской улице (современный адрес Могилёвская улица, 7). В связи с тем, что техникум арендовал помещение средней школы, занятия приходилось проводить после 16 часов. Занятия по физкультуре проводились в спортзалах СШ № 33 (по Московской улице) и Дома офицеров. При техникуме имелось общежитие, которое размещалось в трёх бараках: два были построены в 1945 году, а один силами учащихся в 1948 году.
С 1953 года начали работать дневное и вечернее отделения.
В августе 1954 году был введён в строй четырёхэтажный учебный корпус по адресу Галантерейная улица, дом 7 (современный адрес улица Змитрока Бядули, 7). К 1956 году техникум располагал двумя учебными корпусами общей площадью 2500 м². Были оборудованы учебные мастерские.
В 1966 году Минский строительный техникум был преобразован в Минский архитектурно-строительный техникум.
В 1971 году Минскому архитектурно-строительному техникуму исполнилось 50 лет. В связи с этой датой и за заслуги в деле подготовки высококвалифицированных кадров для строительной отрасли коллектив МАСТа был награждён Почётной грамотой Верховного Совета БССР.
В 1990-е годы были открыты новые специальности: «Бухгалтерский учёт, анализ и контроль», «Коммерческая деятельность», «Экономика и управление предприятием», «Дизайн». Часть обучения переведена на платную основу.
Согласно приказу Министерства образования Республики Беларусь № 61 от 2 февраля 2000 года Минский архитектурно-строительный техникум был преобразован в Минский государственный архитектурно-строительный колледж.
C 2014 года перестал быть отдельным образовательным учреждением и существует как филиал БНТУ «МГАСК».

## Директорат
- 1921—1934 — Виктор Борисович Гуревич
- 1934—1941 — Исаак Моисеевич Махлис
- 1945—1948 — Степан Григорьевич Чирский
- 1948—1955 — Прокофий Павлович Кравцов
- 1955—1976 — Иван Александрович Станилевич
- 1976—1980 — Александр Игнатьевич Тамкович
- 1980—1989 — Владимир Яковлевич Кананович
- 1989—2018 — Иван Иванович Шостак
- 2018 — н. в. — Демьянович Надежда Станиславовна